# Grosvenoria
Grosvenoria là một chi thực vật có hoa trong họ Cúc (Asteraceae).

## Loài
Chi Grosvenoria gồm các loài: